# Jean-Patrick Iba-Ba

Wappen von Jean-Patrick Iba-Ba als Bischof von Franceville

Jean-Patrick Iba-Ba (* 18. April 1966 in Libreville, Gabun) ist ein gabunischer Geistlicher und römisch-katholischer Erzbischof von Libreville.

## Leben
Jean-Patrick Iba-Ba empfing am 19. Juli 1998 das Sakrament der Priesterweihe für das Erzbistum Libreville.
Am 4. November 2017 ernannte ihn Papst Franziskus zum Bischof von Franceville. Der Erzbischof von Libreville, Basile Mvé Engone SDB, spendete ihm am 13. Januar des folgenden Jahres die Bischofsweihe. Mitkonsekratoren waren der Bischof von Oyem, Jean-Vincent Ondo Eyene, und der Bischof von Mouila, Mathieu Madega Lebouankehan.
Papst Franziskus ernannte ihn am 12. März 2020 zum Erzbischof von Libreville. Die Amtseinführung fand am 12. April desselben Jahres statt. Bis zum 22. Oktober 2022 leitete er zudem das Bistum Franceville für die Zeit der Sedisvakanz als Apostolischer Administrator.